# Jüdische Autonome Oblast
Koordinaten: 48° 33′ N, 132° 45′ O
Die Jüdische Autonome Oblast (auch Jüdisches Autonomes Gebiet, russisch Еврейская автономная область Jewreiskaja awtonomnaja oblast; jiddisch ייִדישע אױטאָנאָמע געגנט jidische ojtonome gegnt) ist als Autonome Oblast ein Föderationssubjekt der Russischen Föderation.

## Geographie
Die Oblast liegt im Föderationskreis Ferner Osten und befindet sich an der Grenze zur Volksrepublik China. Der Fluss Amur bildet hier die Grenze zwischen den beiden Staaten.

## Bevölkerung
Juden stellten nie die Bevölkerungsmehrheit im Gebiet, das die sowjetische Regierung ab Ende der 1920er-Jahre zunächst als jüdisch-sowjetisches Zion vorsah. Den höchsten Anteil erreichten sie kurz nach dem Zweiten Weltkrieg mit rund einem Drittel der Bevölkerung, viele davon aus dem europäischen Teil der Sowjetunion evakuierte Flüchtlinge. Spätestens nach Stalins Tod 1953 gab die sowjetische Regierung ihren Plan auf, mit der Jüdischen Autonomen Oblast ein jüdisches Siedlungsgebiet außerhalb Israels zu errichten. Beim Zerfall der Sowjetunion lebten dort noch knapp 9000 Juden oder etwas über 4 % der Bevölkerung der Oblast. Das entsprach damals kaum 0,5 % aller Juden in der Sowjetunion. Inzwischen ist ihr Anteil durch starke Auswanderung nach Israel und Deutschland auf rund 1 % der Gesamtbevölkerung von 176.558 Personen in der Oblast gesunken. Auch die Bevölkerungszahlen anderer Minderheiten wie der Ukrainer, Belarussen, Mordwinen und Russlanddeutschen haben sich seit 1989 durch Abwanderung massiv reduziert. Im Jahr 2010 waren mehr als 90 % der Einwohner Russen. In der Hauptstadt Birobidschan nimmt in jüngster Zeit die chinesische Bevölkerung stark zu.
| Juden | 17.695  | 16,2 % | 14.269  | 8,8 %  | 11.452  | 6,6 %  | 10.163  | 5,4 %  | 8.887   | 4,2 %  | 2.327   | 1,2 %  | 1.628   | 0,9 %  |
| Russen | 75.093  | 68,9 % | 127.281 | 78,2 % | 144.286 | 83,7 % | 158.765 | 84,1 % | 178.087 | 83,2 % | 171.697 | 89,9 % | 160.185 | 90,7 % |
| Ukrainer | 9.933   | 9,1 %  | 14.425  | 8,9 %  | 10.558  | 6,1 %  | 11.870  | 6,3 %  | 15.921  | 7,4 %  | 8.483   | 4,4 %  | 4.871   | 2,8 %  |
| Tataren | 994     | 0,9 %  | 1.293   | 0,8 %  | 1.158   | 0,7 %  | 1.456   | 0,8 %  | 1.499   | 0,7 %  | 1.196   | 0,6 %  | 879     | 0,5 %  |
| Belarussen | 1.400   | 1,3 %  | 1.578   | 1,0 %  | 1.429   | 0,8 %  | 1.789   | 0,9 %  | 2.121   | 1,0 %  | 1.182   | 0,6 %  | 717     | 0,4 %  |
| Deutsche | 212     | 0,19 % | 414     | 0,25 % | 257     | 0,15 % | 398     | 0,21 % | 403     | 0,2 %  | 453     | 0,24 % | 247     | 0,14 % |
| Mordwinen | 1.835   | 1,7 %  | 1.446   | 0,9 %  | 992     | 0,6 %  | 844     | 0,4 %  | 795     | 0,4 %  | 401     | 0,2 %  | 179     | 0,1 %  |
| Andere | 1.776   | 1,6 %  | 2.150   | 1,3 %  | 2.317   | 1,3 %  | 3.425   | 1,8 %  | 6.372   | 3,0 %  | 5.176   | 2,7 %  | 7.852   | 4,4 %  |
| Einwohner | 108.938 | 100 %  | 162.856 | 100 %  | 172.449 | 100 %  | 188.710 | 100 %  | 214.085 | 100 %  | 190.915 | 100 %  | 176.558 | 100 %  |
| 1 3.832 Personen konnten keiner Volksgruppe zugeteilt werden. Diese Leute verteilen sich vermutlich anteilmäßig gleich wie die ethnisch zugeschiedenen Einwohner. |         |        |         |        |         |        |         |        |         |        |         |        |         |        |

Vor den stalinistischen Säuberungen lebten auch rund 4500 Koreaner (sogenannte Korjo-Saram) im Gebiet, die dann im Zuge der neuen Politik vollständig nach Zentralasien deportiert wurden.
Während des Stalinismus wanderten auch einige (schätzungsweise 1000) Russlandmennoniten in die Amurregion und emigrierten wenig später über die Jüdische Autonome Oblast und China nach Paraguay.
Heute wird Jiddisch wieder in den Schulen gelehrt, und es gibt jiddische Rundfunksendungen. Der Birobidschaner Schtern erscheint teils auf Russisch und teils in jiddischer Sprache.

## Religionen
Im ausgehenden Zarenreich gab es in der heutigen Jüdischen Autonomen Oblast etwa 20 russisch-orthodoxe Gemeinden. Nach der Gründung der Autonomen Oblast 1928 wurde jedoch von den sowjetischen Behörden jegliche Religionsausübung verboten.
Die Russisch-Orthodoxe Kirche zählt heute wieder 16 Gemeinden, die über die ganze Region verteilt sind. Die Jüdische Gemeinde „Freud“ wurde 1987 gegründet (siehe auch Synagoge in Birobidschan). Es existieren zwei Synagogen. Die Gemeinschaft der Subbotniki hat etwa 200 Anhänger, von denen in den letzten Jahren einige nach Israel abgewandert sind. Außerdem gibt es in der Jüdischen Autonomen Oblast protestantische Gemeinschaften. Die Baptisten haben in Birobidschan und in Naifeld ihre beiden Gemeinden, Pfingstchristen (Slawnaja Wetw) sowie eine offizielle Gemeinde der Siebenten-Tags-Adventisten gibt es ebenfalls in Birobidschan und Kuldur. Früher wurden in der alten Holzsynagoge von Birobidschan Gottesdienste von älteren Frauen abgehalten, welche Jesus verehrten und sich an jüdische Gesetze hielten (Messianische Juden).

## Geschichte
Das Gebiet wurde durch eine russische Expedition 1644 erforscht, bald darauf ließen sich die ersten Siedler hier nieder. 1898 erreichte die Transsibirische Eisenbahn das Gebiet und sorgte für eine weitere Bevölkerungszunahme.
Als Ansiedlungsgebiet für Juden wurde der bisherige Biro-Bidschaner Rajon zuzüglich einiger umliegender Gebiete am 28. März 1928 im Bestand des Fernöstlichen Krai der Russischen SFSR gebildet. Am 20. August 1930 wurde er in Biro-Bidschaner Nationalrajon und am 7. Mai 1934 in Jüdische Nationale Oblast umbenannt. Mit der sowjetischen Verfassung von 1936 gab es eine erneute Namensänderung in Jüdische Autonome Oblast. Nach Auflösung des Fernöstlichen Krai war diese ab 20. Oktober 1938 im Bestand des Krai Chabarowsk. Die erste jüdische Siedlung war Waldheim. Die Grundidee Stalins bei der Gründung war, dem westlichen Zionismus und der Abwanderung nach Palästina entgegenzuwirken und ein „sowjetisches Zion“ mit Jiddisch als Amtssprache zu errichten. Es ging dem Staat und der Partei aber nicht um die Erfüllung jüdischer Träume von einer Heimstatt. Vielmehr war ein Ziel, weitere jüdische landwirtschaftliche Siedlungen in der Ukraine und auf der Krim (vgl.: Komzet) zu verhindern, da diese auf eine judenfeindliche Stimmung in der ortsansässigen Bevölkerung stießen. Außerdem sollte die Autonome Oblast so etwas wie eine Pufferzone gegenüber einer befürchteten chinesischen oder japanischen Expansion bilden. Nicht zuletzt erhofften sich die Machthaber eine Ausbeutung der natürlichen Ressourcen wie Eisen, Holz, Zinn bis hin zu Gold. In der Sowjetunion wurde für den Plan unter der jüdischen Bevölkerung mit einem erheblichen Propagandaaufwand geworben. Faktisch trug das „pragmatische“ und „defensive“ Projekt zur Stärkung der jüdischen Identität in der Sowjetunion bei und stärkte auch den jüdischen Nationalismus. Der Vorsitzende des Allrussischen zentralen Exekutivkomitees der Sowjets Michail Kalinin meinte zu diesem Gebiet: „Birobidschan betrachten wir als einen jüdischen nationalen Staat.“

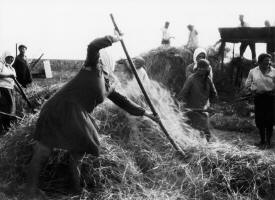
Jüdischer Kolchos, 1930

Die Planungen sahen vor, in der Region bis 1937 etwa 150.000 Juden anzusiedeln. Bei jüdischen Kommunisten im Ausland löste das Projekt anfangs Begeisterung aus. Otto Heller von der Kommunistischen Partei Österreichs schrieb: „Die Juden sind in die sibirischen Wälder gezogen, wenn man sie nach Palästina fragt, lachen sie nur. […] Diese Siedler begründen in der sibirischen Taiga nicht nur eine Heimstätte für sich selbst, sondern für Millionen Angehörige ihres Volkes.“ Selbst jüdische Antikommunisten wie Chaim Schitlowsky zeigten sich beeindruckt. Man glaubte, Birobidschan würde zu einer Republik und zu einem Zentrum einer jüdisch-sozialistischen Kultur. Trotz des rauen Klimas zogen zunächst tausende Juden in das Gebiet. Von den späten 1920er bis in die Mitte der 1930er Jahre kamen auch ausländische Siedler in die Region. Viele von ihnen hatten russische Wurzeln und hatten sich in Europa oder Amerika nicht eingewöhnen können. Neben Einwanderern aus Litauen kamen auch solche aus den USA und Argentinien. Die meisten Neusiedler kehrten allerdings oft nach nur wenigen Monaten wieder enttäuscht von den miserablen Lebensbedingungen in ihre Heimat zurück.
Die Besiedlung stoppte jedoch bereits Mitte der 1930er Jahre, als im Zuge der Stalinschen Säuberungen viele Juden umgebracht und jiddische Schulen geschlossen wurden. Nach dem Zweiten Weltkrieg bekam die Idee eines jüdischen Territoriums erneut Aufwind, und der Anteil der Juden erreichte mit rund einem Drittel seinen Höhepunkt. Danach wurde die jüdische Ansiedlung aber nie mehr forciert. Während Stalins Säuberungen wurden mehrere Politiker und Schriftsteller der Region festgenommen.
Seit der Verfassungsänderung der Russischen SFSR vom 15. Dezember 1990 ist die Autonome Oblast nicht mehr der Region Chabarowsk unterstellt, sondern ein selbstständiges Subjekt der RSFSR bzw. der Russischen Föderation. Es gab allerdings Bestrebungen, sie wieder mit der Region Chabarowsk zu vereinigen.
Bei der Schaffung der Föderationskreise am 13. Mai 2000 wurde die Autonome Oblast dem Föderationskreis Ferner Osten zugeordnet.

## Politik
Gouverneurin der Jüdischen Autonomen Oblast ist seit November 2024 Maria Kostjuk.
Sie ist damit einzige Frau im Rat der Gouverneure der russischen Regionen.
Das Parlament der Autonomen Oblast ist die Legislativversammlung.

## Verwaltungsgliederung

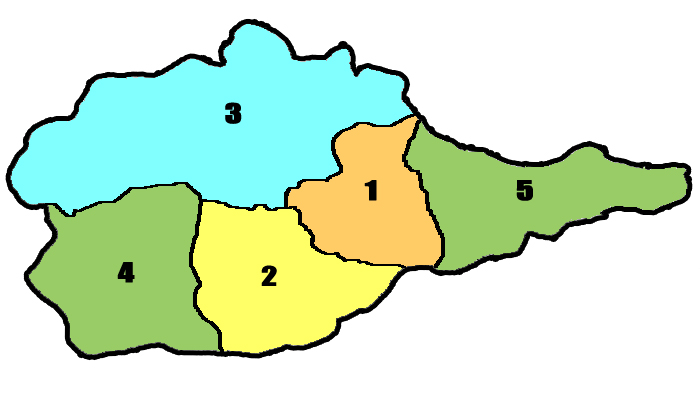
Karte der Rajons (ohne Stadtkreis)

Die Republik gliedert sich in fünf Rajons sowie einen Stadtkreis, den das Oblastverwaltungszentrum Birobidschan bildet. Den Rajons sind insgesamt 12 Stadt- und 18 Landgemeinden unterstellt (Stand: 2014). Im Stadtkreis gibt es keine Gemeinden und nur eine Ortschaft, die namensgebende Stadt.
| [ A 1 ] | Name            | Einwohner (1. Januar 2025) | Fläche (km²) | Bevölkerungs- dichte (Ew./km²) | Stadt- bevölkerung | Land- bevölkerung | Verwaltungssitz | Weitere Orte                                                                                                  | Anzahl Stadt- gemeinden | Anzahl Land- gemeinden | Lage |
| ------- | --------------- | -------------------------- | ------------ | ------------------------------ | ------------------ | ----------------- | --------------- | --- | ----------------------- | ---------------------- | ---- |
|         | Birobidschan    | 67.212                     | 169,38       | 397                            | 67.212             |                   | Birobidschan    | |                         |                        |      |
| 1       | Birobidschanski | 11.907                     | 4.442,56     | 2,7                            |                    | 11.907            | Birobidschan    | Land: Birofeld, Dubowoje, Nadeschdinskoje, Naifeld, Ptitschnik, Waldheim                                      |                         | 6                      |      |
| 2       | Leninski        | 15.091                     | 6.068,06     | 2,5                            |                    | 15.091            | Leninskoje      | Land: Babstowo, Bidschan, Deschnjowo, Lasarewo, Leninskoje                                                    |                         | 5                      |      |
| 3       | Oblutschenski   | 23.045                     | 13.294,48    | 1,7                            | 19.909             | 3.136             | Oblutschje      | Stadt: Bira, Birakan, Chingansk, Iswestkowy, Kuldur, Londoko, Oblutschje, Teploosjorsk Land: Paschkowo, Radde | 8                       | 2                      |      |
| 4       | Oktjabrski      | 7.351                      | 6.439,68     | 1,1                            |                    | 7.351             | Amurset         | Land: Amurset, Blagoslowennoje, Polewoje                                                                      |                         | 3                      |      |
| 5       | Smidowitschski  | 21.911                     | 5.856,74     | 3,7                            | 15.384             | 6.527             | Smidowitsch     | Stadt: Nikolajewka, Priamurski, Smidowitsch, Wolotschajewka Wtoraja Land: Kamyschowka, Partisanskoje          | 4                       | 2                      |      |

Anmerkungen:
1. ↑  Nummer des Rajons in der Karte
2. ↑  Sitze von Stadt- (gorodskoje posselenije) und Landgemeinden (selskoje posselenije)
3. ↑  Stadtkreis
4. ↑  Stadt gehört nicht zum Rajon, sondern bildet eigenständigen Stadtkreis

## Städte
Einzige größere Stadt ist das Verwaltungszentrum Birobidschan. Es gibt eine weitere Kleinstadt (Oblutschje) sowie elf Siedlungen städtischen Typs.
| Name                   | Russisch          | Rajon          | Einwohner (1. Januar 2025) |
| ---------------------- | ----------------- | -------------- | -------------------------- |
| Bira                   | Бира              | Oblutschenski  | 2.730                      |
| Birakan                | Биракан           | Oblutschenski  | 1.695                      |
| Birobidschan*          | Биробиджан        | Stadtkreis     | 67.2120                    |
| Chingansk              | Хинганск          | Oblutschenski  | 793                        |
| Iswestkowy             | Известковый       | Oblutschenski  | 1.322                      |
| Kuldur                 | Кульдур           | Oblutschenski  | 1.324                      |
| Londoko                | Лондоко           | Oblutschenski  | 981                        |
| Nikolajewka            | Николаевка        | Smidowitschski | 6.163                      |
| Oblutschje*            | Облучье           | Oblutschenski  | 7.695                      |
| Priamurski             | Приамурский       | Smidowitschski | 3.110                      |
| Smidowitsch            | Смидович          | Smidowitschski | 4.215                      |
| Teploosjorsk           | Теплоозерск       | Smidowitschski | 3.369                      |
| Wolotschajewka Wtoraja | Волочаевка Вторая | Smidowitschski | 1.896                      |

## Verkehr und Wirtschaft
Die Transsibirische Eisenbahn führt durch das Gebiet und verbindet es mit anderen russischen Großstädten. Wichtigste Wirtschaftszweige sind der Bergbau (Gold, Eisenerz), die Holzindustrie und die Landwirtschaft.